# Monasterio de Matani
El Monasterio de Matani (en idioma georgiano:მატნის ცხრაკარას მონასტერი), forma parte de un complejo de edificios en las montañas a 3-5 km al oeste del pueblo de Matani en el distrito de Ajmeta de la región de Kajetia  en Georgia. El Monasterio de Matani está bajo la supervisión de la diócesis de Alaverdi, aunque no permanece activo.
El complejo del monasterio consta de varias iglesias y otros edificios monásticos que están rodeados por un cerramiento bajo. El edificio principal del monasterio es una basílica de planta rectangular (10X8.7 m), que consta de tres naves, se construyó de los siglos V al VI en piedra tallada. En los siglos VIII y IX se construyeron dos iglesias de una sola nave de menor tamaño. Estos edificios están unidos a los muros norte y oeste de la iglesia principal.
En el siglo XV se construyó un campanario en el monasterio. Durante este tiempo, se pintaron las paredes de la iglesia principal con pintura al fresco, que se ha mantenido en parte. Al oeste de la basílica principal sigue habiendo una pequeña iglesia de la Edad Media tardía.

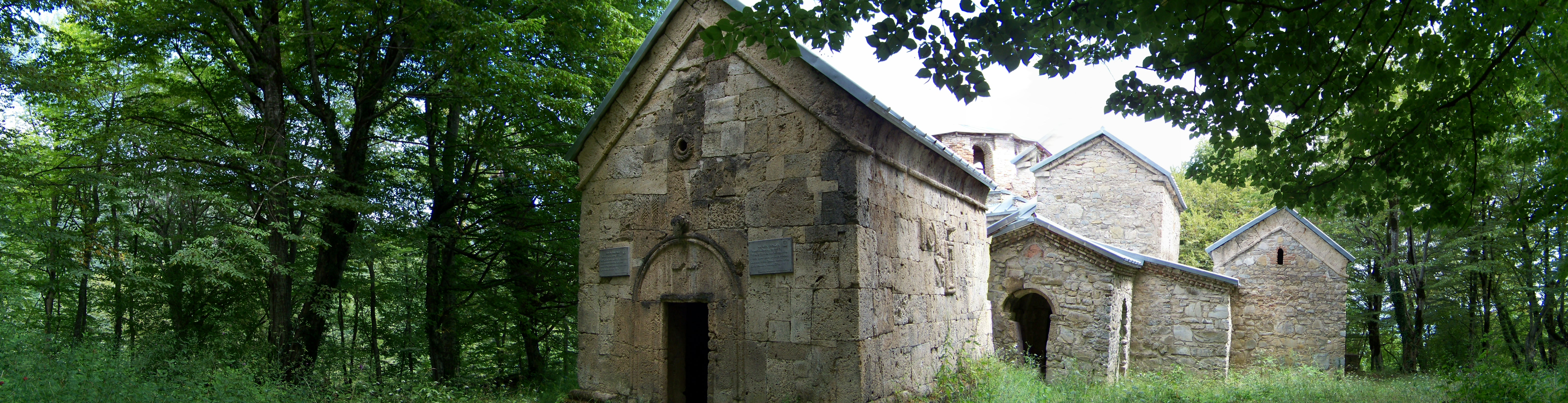
Vista panorámica del monasterio.

## Edificio principal
El edificio principal del Monasterio está edificado de mediados del siglo V. Es rectangular (10X8,7 m), construido en adoquines y piedra de pequeño tamaño. Algunas de las partes constructivas básicas son hiladas de piedra con tonos amarillentos. En la parte este tiene un ábside cuyo deslizamiento axial está cortado. Dentro del altar del altar, se construye el muro con un trapecio rectangular. En los siglos VIII - IX se restauraron la parte oriental de las paredes longitudinales de la mitad superior y parte de las cámaras. El crucero del norte está sin cambios sustanciales, en el borde de este crucero se encuentra una escalera que da a una puerta exterior que está cubierta con un arco semi arqueado.

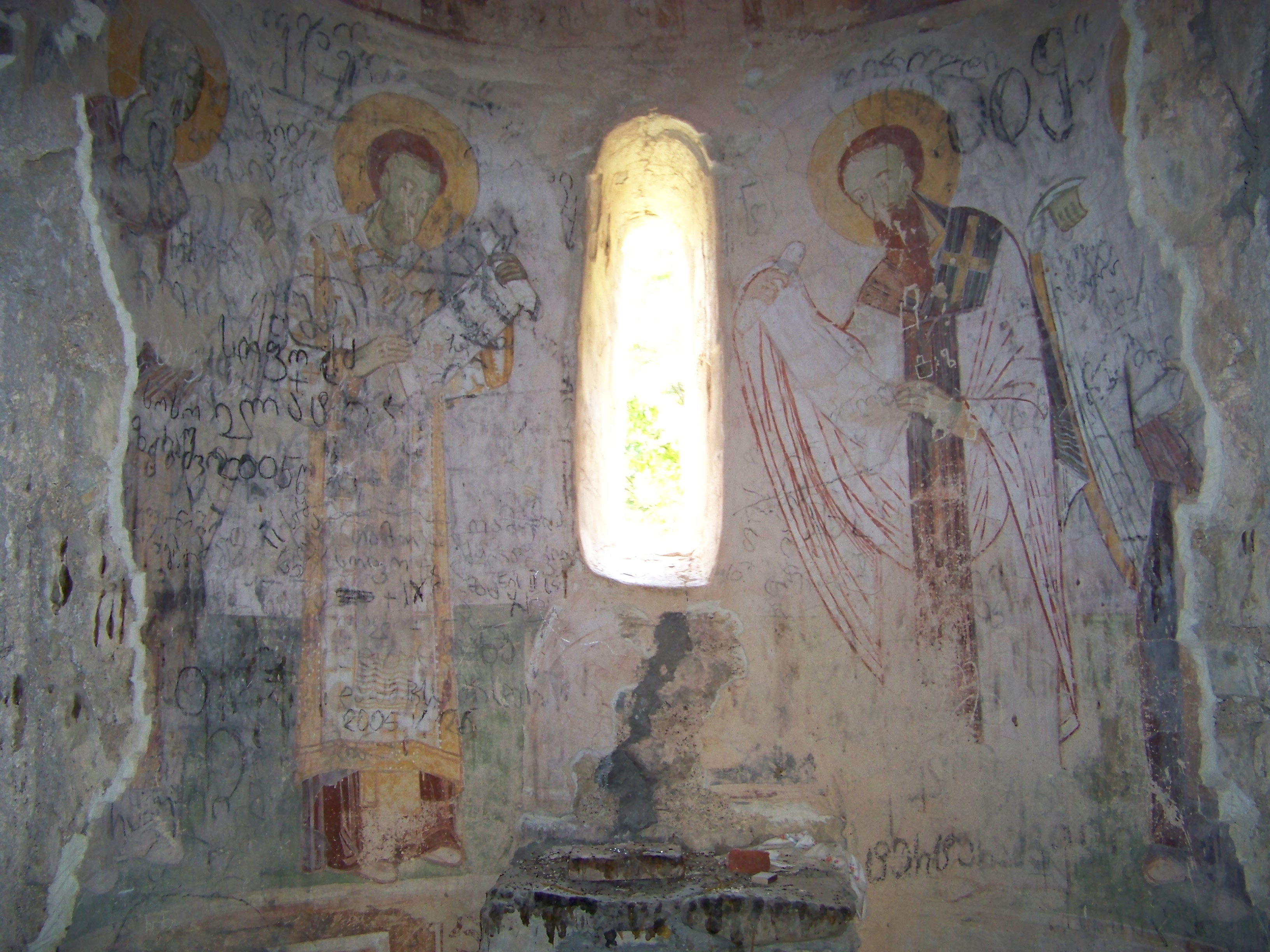
Pintura del altar.
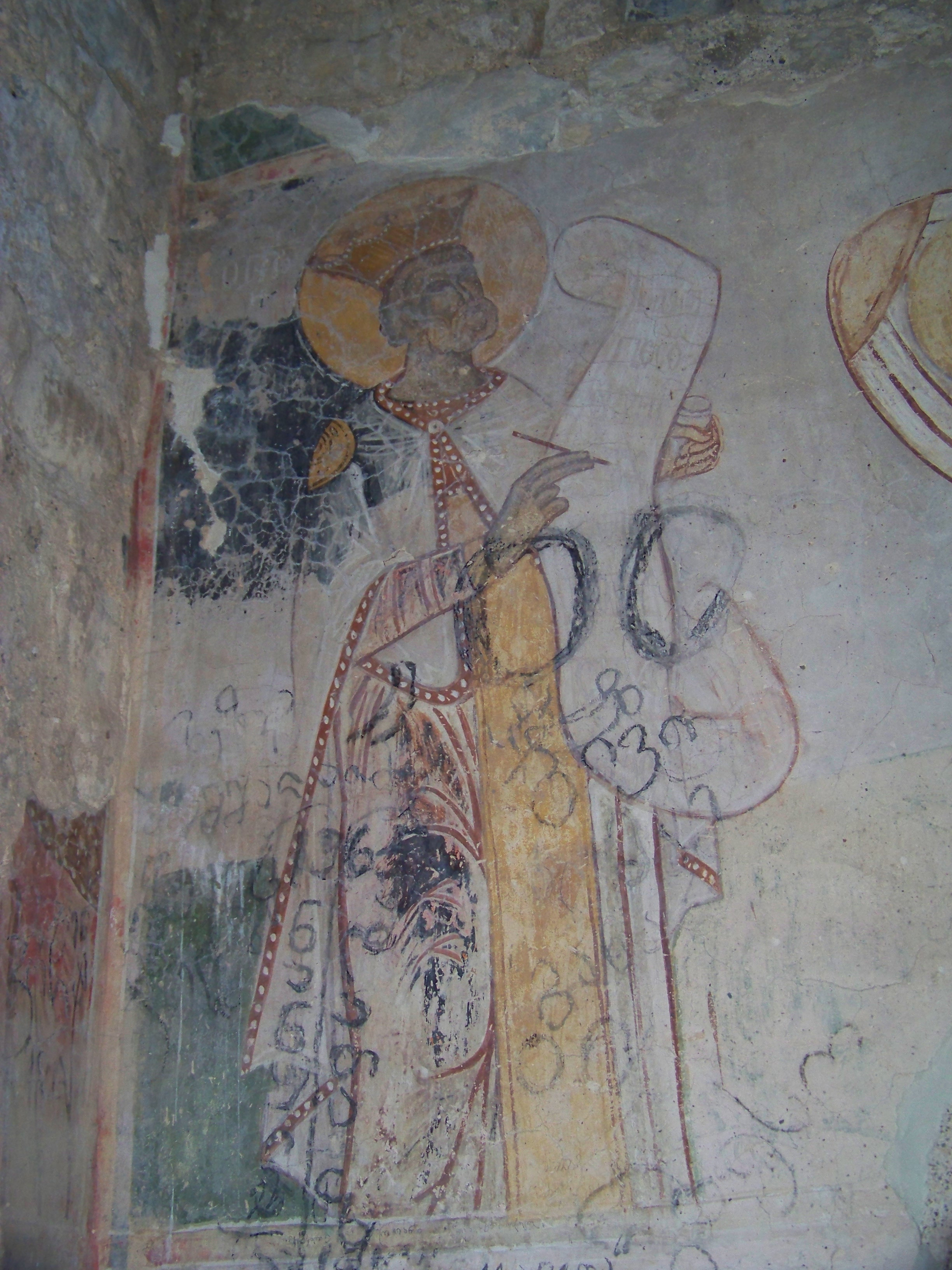
Pintura de la pared occidental.
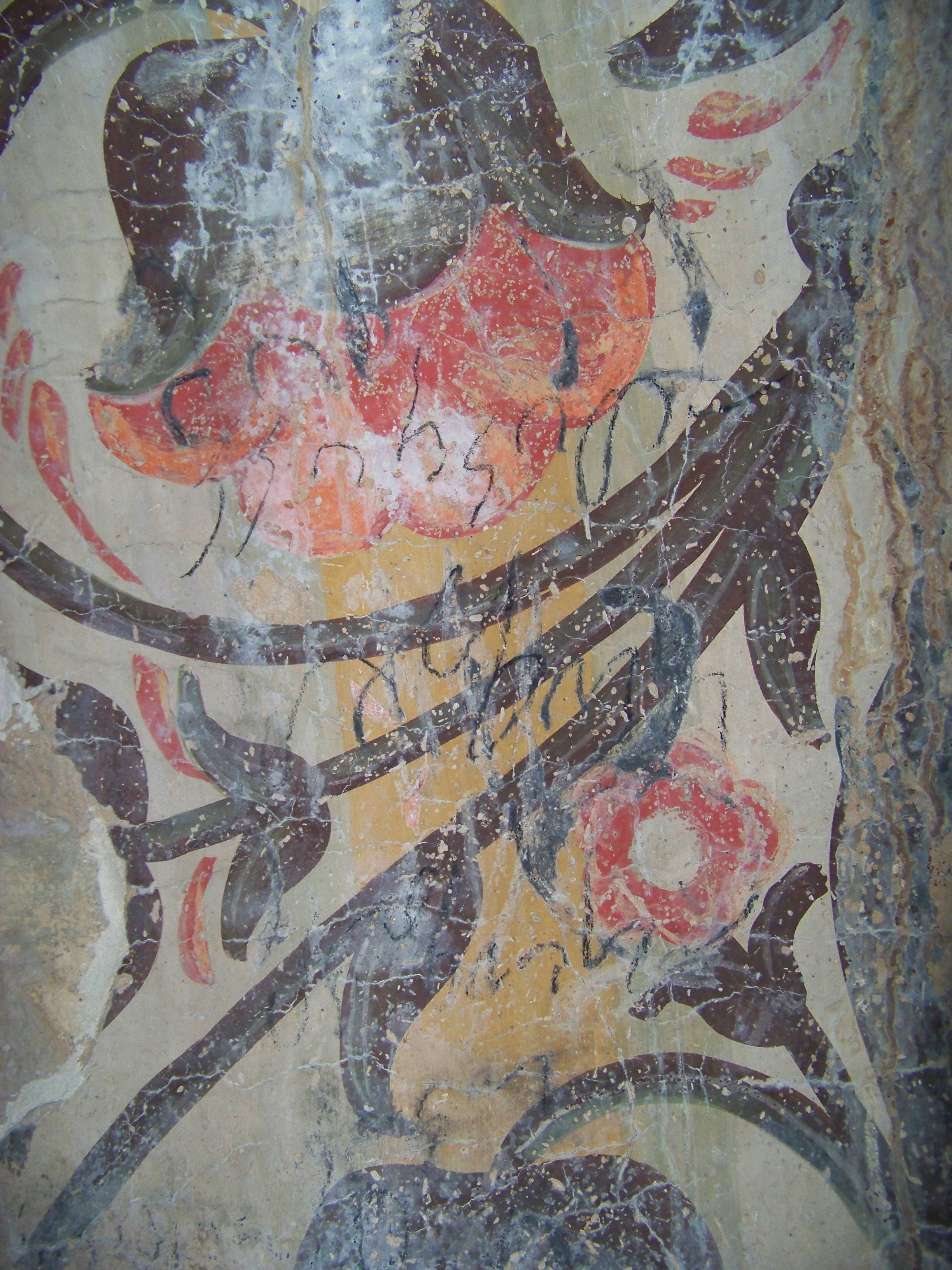
Detalle de la pintura al fresco en el interior.